# St. Marien (Neuruppin)
Die Pfarrkirche Sankt Marien ist eine entwidmete Kirche in Neuruppin, Landkreis Ostprignitz-Ruppin, Bundesland Brandenburg. Sie wird seit dem Jahr 2001 unter der Bezeichnung Kulturkirche bzw. Veranstaltungszentrum Sankt Marien für Konzerte, Tagungen, Bankette und Ähnliches genutzt.

## Geschichte

### Mittelalterliche Vorgängerkirche

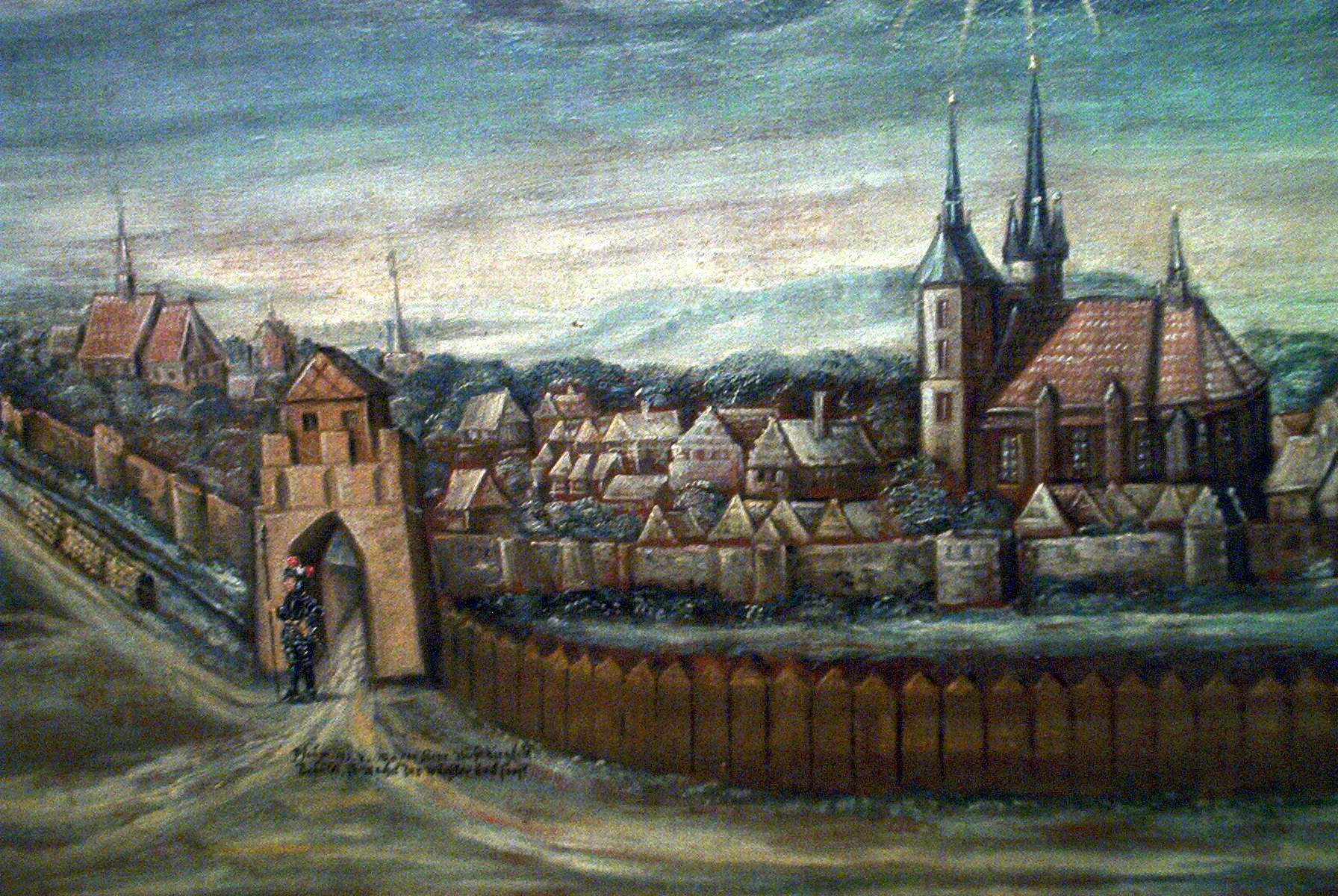
Neuruppin mit alter Pfarrkirche vor dem Stadtbrand

Die alte Marienkirche befand sich, diagonal von West nach Ost ausgerichtet, auf dem Kirchplatz südlich des Alten Marktes. Nach zeitgenössischen Darstellungen handelte es sich dabei um eine fünfschiffige, gotische Hallenkirche mit einem dreijochigen Langhaus und einem zweijochigen, deutlich abgegrenzten Chor. Das Langhaus war mit reichen Friesen aus Maßwerk verziert und durch Strebepfeiler abgestützt. An der Südseite des Chors, den ein Dachreiter schmückte, befand sich ein Kapellenanbau. Im Westen waren dem Baukörper zwei Türme in unterschiedlicher Ausführung vorgestellt. Die Spitze des Nordturms bildete ein hoch aufragender Helm mit vier kleinen Ecktürmchen. Auf dem Südturm hingegen befand sich ein Walmdach mit Dachreiter. Abbildungen der Marienkirche sind auf einem Kupferstich von Caspar Merian sowie auf dem nebenstehenden Gemälde von Neuruppin und Wuthenow zu sehen.
Mit dem Bau des Gotteshauses war vermutlich Mitte des 13. Jahrhunderts begonnen worden. 1498 wurde die Kirche ausgebessert und erweitert. Nur kurze Zeit später war der Chor vollendet. Die mittelalterlichen Turmspitzen mussten im Laufe der Jahrhunderte mehrfach erneuert werden. Nach einem Beschluss von 1754 ersetzte man die einsturzgefährdete Doppelturmanlage durch einen neuen, barocken Turm. Darin befand sich neben dem Kirchengeläut auch die Feuerglocke der Stadt Neuruppin, die bei Feuer und Gefahr zur Anwendung kam.
Die Kirche brannte bei dem großen Brand am 26. August 1787 zusammen mit rund zwei Dritteln der Gebäude der Stadt ab. Ein Augenzeuge beschrieb ihr Schicksal folgendermaßen:

„Hundert und mehrere Häuser waren in verschiedenen Straßen zugleich in Brand geraten, der große prächtige Kirchturm mit der schönen Kirche, die nach 600 Jahren noch ein bewundernswürdiges Denkmal der kühnen gotischen Bauart blieb, dampfte einem Berge gleich, der Feuer speien will, und in einigen Minuten stand sie da, wie ein schreckliches Feuergebirge. Die kleine Kuppel gab ein vielfarbiges Feuer, bis in ein paar Stunden das ganze Gebäude mit einem grausenvollen Getöse einstürzte.“

### Klassizistischer Neubau
Nach dem Brand setzte Preußen eine örtliche „Retablissements Commission“ ein, die den Wiederaufbau von Neuruppin planen und durchführen sollte. Die neue Pfarrkirche entstand 1801 bis 1806 an alter Stelle, jedoch nun am rechtwinkligen Straßenraster ausgerichtet. Das Gebäude im Stil des Klassizismus fällt durch den vorgestellten, gedrungenen Turmbau mit gewölbter Haube und Laterne auf. Er besitzt ein von zwei ionischen Pilastern flankiertes Eingangsportal, gleiche Portale sind an den Schmalseiten angeordnet. Das Gebäude ist 57 m lang und 19 m breit.
Die Architekten, der Direktor des Oberbaudepartements in Berlin, Philipp François Berson (für die Außengestaltung) und seine Mitarbeiter August Wilhelm Clemens und Carl Ludwig Engel (für die Innengestaltung) entwarfen eine Querkirche. Der von ionischen Säulen flankierte Kanzelantar steht in der Mitte und gegenüber dem Haupteingang. Weiterhin bestimmt den Innenraum eine zweigeschossige hölzerne Emporenanlage, auf der im Mittelschiff ein hölzernes Muldengewölbe aufsitzt. Die Emporen sind bequem durch breite Treppen in allen vier Ecken erreichbar. 
Eine bautechnikgeschichtliche Besonderheit ist das aus der Erbauungszeit erhaltene, bogenförmige Bohlendach über dem Kirchenschiff; es ist eines der größten erhaltenen Beispiele dieser hölzernen Dachkonstruktionsweise in Deutschland. Auch die Turmhaube und im Innern das hölzerne Tonnengewölbe sind in Bohlenbauweise ausgeführt.

### Die Kirche im 20. und 21. Jahrhundert

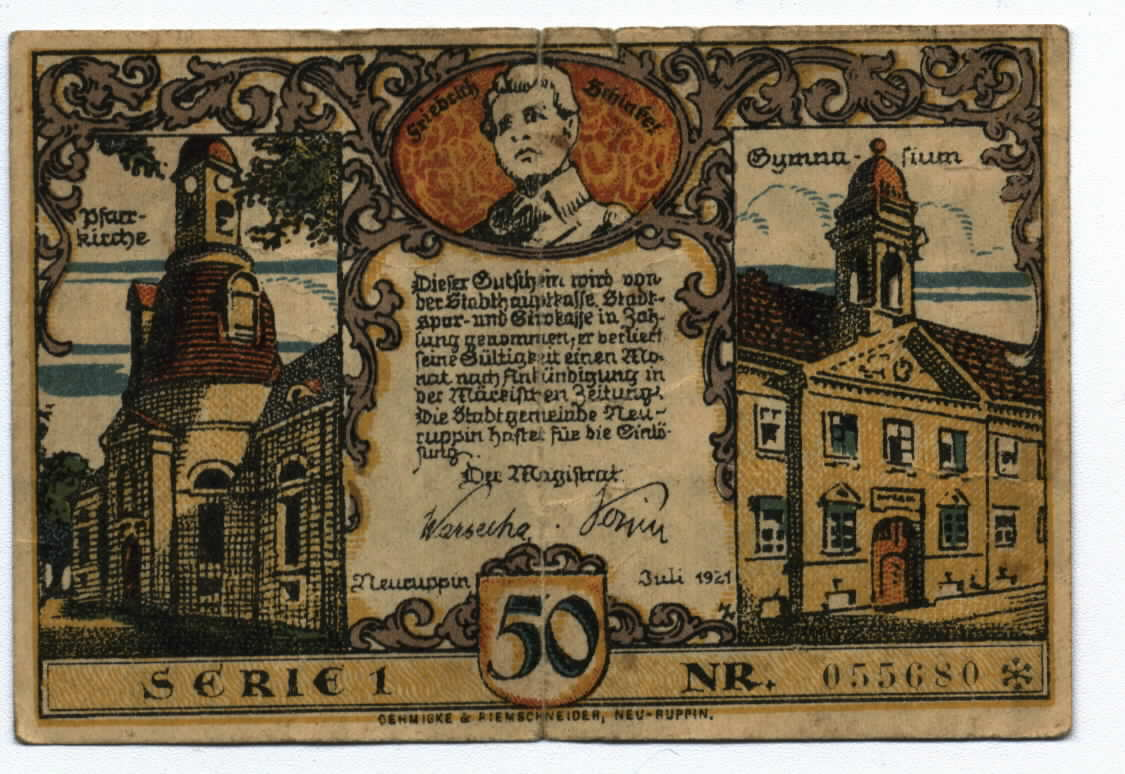
Neuruppiner Notgeld mit Abbildung der Pfarrkirche (1921)

In der Pfarrkirche St. Marien predigten während der Zeit des Nationalsozialismus der Pfarrer der Deutschen Christen, Falkenberg, sowie Vertreter der Bekennenden Kirche, Pfarrer Bittkau und Superintendent Schlaeger. Bischof Otto Dibelius wurde am 19. November 1934 an einem Vortrag zum Kirchenkampf gehindert, nachdem die Polizei den Saal wegen Störversuchen seiner Gegner geräumt hatte.
Am 1. Mai 1945 signalisierten weiße Fahnen an der Turmbrüstung (wie auch an der Klosterkirche Sankt Trinitatis) die kampflose Übergabe der Stadt an die vorrückende sowjetische Armee, die Neuruppin vorher zur Kapitulation aufgefordert hatte.
Die Pfarrkirche diente der Evangelischen Kirchengemeinde Neuruppin als Gottesdienstraum und steht in deren Eigentum bzw. deren Rechtsnachfolgerin, der Evangelischen Gesamtkirchengemeinde Ruppin. Im Jahr 1970 wurde sie wegen Einsturzgefahr geschlossen. Die Kirchengemeinde entschloss sich, statt ihrer die Klosterkirche als Gottesdienstraum zu nutzen. 1991 wurde die Kirche gesichert und bis 2002 in gemeinsamer Trägerschaft der Kirchengemeinde und der Kommune als kultureller Veranstaltungsort ausgebaut.

## Ausstattung
Folgende Reliefs befinden sich über den Eingängen: Über dem Hauptportal Mose mit den Gesetzestafeln, über dem südlichen Giebeleingang Johannes der Täufer, über dem nördlichen Giebeleingang Jesus und seine Jünger beim Abendmahl.
Die Orgel stammt aus dem Jahr 1938 und weist 72 Register auf. Sie ist nicht vollständig und daher unbespielbar.